# Коммеццадура
Коммеццадура (італ. Commezzadura) — муніципалітет в Італії, у регіоні Трентіно-Альто-Адідже,  провінція Тренто.
Коммеццадура розташована на відстані близько 510 км на північ від Рима, 36 км на північний захід від Тренто.
Населення — 1002 особи (2014).
Щорічний фестиваль відбувається 5 лютого. Покровитель — Sant'Agata.

## Демографія
Населення за роками:

Станом на 1 січня 2023 року в муніципалітеті офіційно проживало 65 іноземців з 16 країн, серед них 42 громадяни країн Євросоюзу та 3 громадяни України.

## Сусідні муніципалітети
- Дімаро-Фольгарида
- Мале
- Меццана
- Пінцоло
- Раббі